# Puka
Puka (em estoniano:  Puka vald) é um município rural estoniano localizado na região de Valgamaa.